# Solenopsis picta
Solenopsis picta é uma espécie de formiga do gênero Solenopsis, pertencente à subfamília Myrmicinae.